# Ben Doak
Ben Gannon Doak, né le 11 novembre 2005 à Dalry en Écosse, est un footballeur international écossais qui évolue au poste d'ailier droit à l'AFC Bournemouth.

## Biographie

### Carrière en club
Né à Dalry en Écosse, Ben Doak commence le football dans le club local de Dalry Rovers, puis rejoint l'Ayr United avant d'être formé par le Celtic Glasgow. 
Doak est mené en équipe première par Stephen McManus, alors entraîneur de l'équipe réserve. Il joue son premier match en professionnel pour le Celtic le 29 janvier 2022, lors d'une rencontre de championnat face au Dundee United. Il entre en jeu à la place de Anthony Ralston et son équipe s'impose par un but à zéro,.
Il est sacré Champion d'Écosse en 2021-2022.
En avril 2022, Ben Doak s'engage en faveur du Liverpool FC, repoussant les avances de Leeds United et malgré la volonté d'Ange Postecoglou, l'entraîneur du Celtic, de le garder,.
Le 30 août 2024, Ben Doak rejoint le Middlesbrough FC sous la forme d'un prêt d'une saison,.

### En sélection
Ben Doak représente l'équipe d'Écosse des moins de 17 ans, jouant son premier match le 2 septembre 2021 contre le pays de Galles. Titulaire ce jour-là, il se fait remarquer en étant l'auteur de son premier but, et les deux équipes se neutralisent (1-1). Il se distingue le 29 mars 2022 contre la Géorgie en étant l'auteur d'un triplé, participant ainsi à la victoire de son équipe par six buts à un.
Le 22 mai 2024, Ben Doak figure dans la liste élargie de Steve Clarke, le sélectionneur de l'équipe nationale d'Écosse en vue de la préparation de l'Euro 2024. Blessé depuis plusieurs mois, il ne peut finalement pas se remettre complètement de cette blessure et est remplacé le 4 juin 2024 par Tommy Conway.

## Palmarès

### En club
- Celtic FC
  - Champion d’Écosse en 2022.

### Distinction personnelle
- Meilleur jeune joueur du mois EFL (en) en novembre 2024.